# Cetonana curvipes
Cetonana curvipes là một loài nhện trong họ Trachelidae.
Loài này thuộc chi Cetonana. Cetonana curvipes được Shirley Cotter Tucker miêu tả năm 1920.